# Championnat d'Union soviétique de football 1988
Navigation
Saison 1987 Saison 1989
La saison 1988 de Vyschaïa Liga est la 51e édition du championnat d'URSS de football.
Lors de cette saison, le Spartak Moscou va tenter de conserver son titre de champion d'URSS face aux 15 meilleurs clubs soviétiques lors d'une série de matchs aller-retour se déroulant sur toute l'année. 
Cinq places sont qualificatives pour les compétitions européennes, la sixième place étant celle du vainqueur de la Coupe d'URSS 1988-1989.

## Qualifications en coupe d'Europe
À l'issue de la saison, le champion participera à la Coupe des clubs champions 1989-1990.
Le vainqueur de la Coupe d'URSS 1988-1989 participera à la Coupe des coupes 1989-1990, si ce club est le champion, alors le finaliste de la coupe le remplacera.
Les quatre places pour la Coupe UEFA 1989-1990 sont attribuées aux deuxième, troisième, quatrième et cinquième du championnat si ceux-ci ne sont pas les vainqueurs de la coupe, si c'est effectivement le cas la place reviendra au sixième.

## Clubs participants

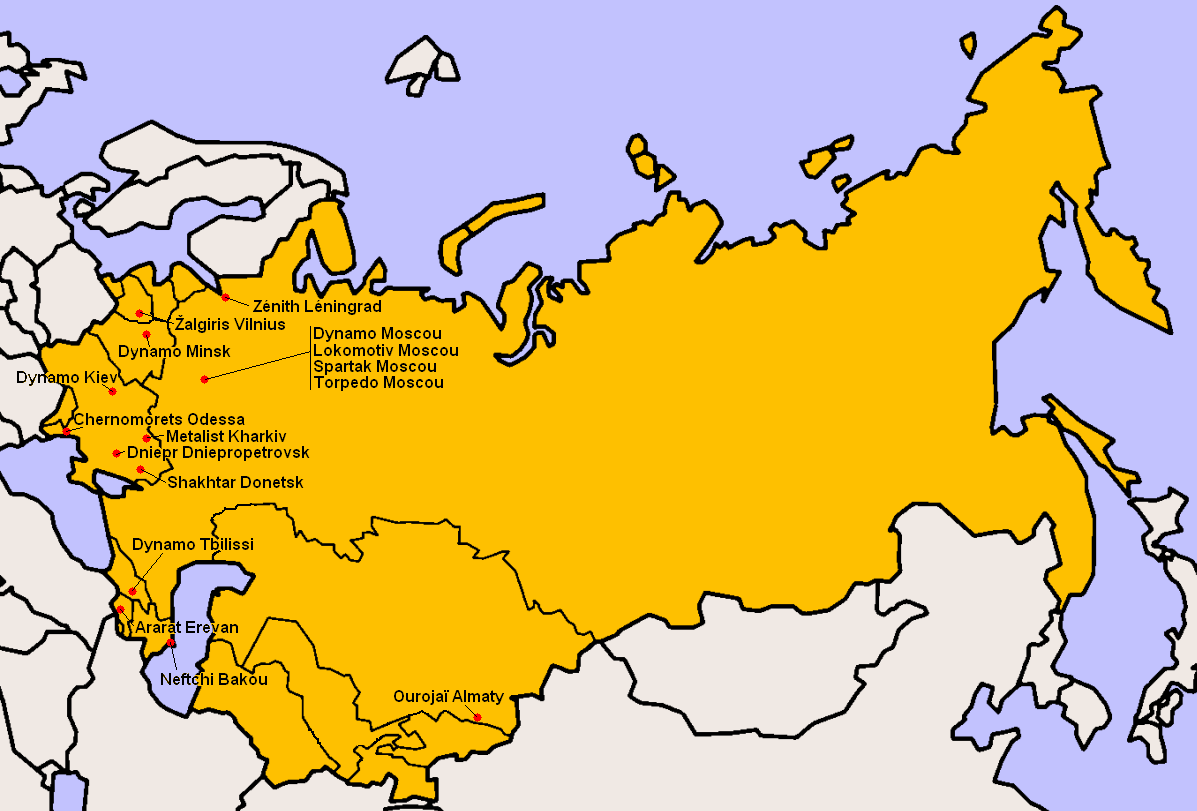
Localisation des clubs engagés dans le championnat.

Légende des couleurs
- Premier tour de la Coupe des clubs champions 1988-1989
- Premier tour de la Coupe des coupes 1988-1989
- Premier tour de la Coupe UEFA 1988-1989
- Promu de deuxième division

| Club                   | Présent depuis | Classement 1987 | Entraîneur                  | Stade                 | Capacité |
| ---------------------- | -------------- | --------------- | --------------------------- | --------------------- | -------- |
| Spartak Moscou         | 1978           | 1er             | Konstantin Beskov           | Stade central Lénine  | 84 745   |
| Dniepr Dniepropetrovsk | 1981           | 2e              | Yevhen Kucherevskyi (en)    | Stade Meteor          | 26 400   |
| Žalgiris Vilnius       | 1983           | 3e              | Benjaminas Zelkevičius (en) | Stade Žalgiris (en)   | 15 000   |
| Torpedo Moscou         | 1938           | 4e              | Valentin Ivanov             | Stade Torpedo         | 16 000   |
| Dinamo Minsk           | 1979           | 5e              | Eduard Malofeev             | Stade Dinamo          | 41 100   |
| Dynamo Kiev            | 1936           | 6e              | Valeri Lobanovski           | Stade républicain     | 83 450   |
| Chakhtior Donetsk      | 1973           | 7e              | Anatoli Konkov              | Stade Chakhtior       | 31 800   |
| Ararat Erevan          | 1966           | 8e              | Arkadi Andreasyan           | Stade Hrazdan         | 69 000   |
| Neftchi Bakou          | 1977           | 9e              | Iouri Kouznetsov (en)       | Stade Vladimir Lénine | 30 000   |
| Dinamo Moscou          | 1936           | 10e             | Anatoli Bychovets           | Stade Dinamo          | 36 540   |
| Metallist Kharkov      | 1982           | 11e             | Yevhen Lemeshko (en)        | Stade Metallist       | 28 000   |
| Kaïrat Almaty          | 1984           | 12e             | Leonid Ostrouchko (ru)      | Stade central         | 26 300   |
| Dinamo Tbilissi        | 1936           | 13e             | David Kipiani               | Stade Lénine-Dinamo   | 55 000   |
| Zénith Léningrad       | 1938           | 14e             | Stanislav Zavidonov (en)    | Stade Kirov           | 72 000   |
| Tchernomorets Odessa   | 1988           | 1er (D2)        | Anatoli Polossine (en)      | Stade central         | 30 800   |
| Lokomotiv Moscou       | 1988           | 2e (D2)         | Iouri Siomine               | Stade Lokomotiv       | 28 800   |

### Changements d'entraîneur
| Club            | Entraîneur partant        | Date de départ | Entraîneur arrivant    | Date d'arrivée |
| --------------- | ------------------------- | -------------- | ---------------------- | -------------- |
| Dinamo Minsk    | Ivan Savostikov (ru)      | 3 mai 1988     | Eduard Malofeev        | 4 mai 1988     |
| Kaïrat Almaty   | Timour Seguizbaïev (ru)   | mai 1988       | Leonid Ostrouchko (ru) | juin 1988      |
| Dinamo Tbilissi | German Zonine             | juin 1988      | David Kipiani          | juin 1988      |
| Neftchi Bakou   | Aghasalim Mirjavadov (en) | juin 1988      | Iouri Kouznetsov (en)  | juin 1988      |

## Compétition

### Classement
Cette saison est la dernière où la Loi des 10 nuls est en application, ainsi le Lokomotiv Moscou se voit priver de deux points pour avoir effectué 12 nuls dans la saison. La fédération soviétique est indulgente envers le Spartak Moscou et le Dynamo Minsk qui passe au travers de la loi cette saison.